# Cataraga
Numele de familie Cataraga provine de la cuvântul bulgăresc katarjaga cu sensul de "scara", care în limba română a căpătat inițial forma catarig(ă) și a evoluat apoi în forma catalige, având sensul de picioroange - "picioare foarte lungi". Astfel, Catarigă a devenit o poreclă dată unui om cu picioarele lungi. Prin analogie, cuvăntul cătărig(ă), catargiu a fost folosit cu sensul figurat de tânăr de la 15 pana la 22 de ani, adică adolescent, tinerel, flacăuandru", fiindcă "la vărsta aceasta  copilul crește repede  în înălțime, mai ales prin lungirea picioarelor, care se aseamănă cu niște picioroange". Cu acest sens, cuvântul catarig(ă) a fost folosit ca termen în codul de legi al domnitorului muntean Matei Basarab "Îndreptarea legii", tipărit în 1652 la Târgoviște, apoi și în "Divanul" lui Dimitrie Cantemir. "Cătărigu", june în etapa pubertății", de unde și denumirea vărstei respective: "Vărstele sînt aceste: pruncia, copilăria, catarigia, voinicia, bărbăția, căruntețele și bătrânețele", scrie Dimitrie Cantemir.
Acest sens a stat și la baza numelor de familie Catarig, atestate documentar în Muntenia, aflându-se și azi în circulație.
Numele cu forma Cataraga, cea mai apropiată de etimonul bulgăresc katarjaga', este atestat în documentele basarabene la 1677, in mărturia hotarnică a moșiei  Căbăiești din ținutul Orhei, unde a fost martor "Cataraga, răzeș din Seliște,tinutul Iași". Alte atestări documentare  nu se întălnesc.Numele se ține in circulație și azi cu forma Cataraga, pe care o  considerăm corectă și recomandabilă.